# Heckler & Koch HK4
Heckler & Koch HK4 je nemška polavtomatska pištola, prva, ki jo je na tržišče lansiralo podjetje Heckler & Koch.

## Delovanje in materiali
Ta pištola velja za eno najboljših pištol, ki delujejo iz neblokiranega zaklepa. Izdelana je iz jeklenega ogrodja in zaklepišča in ima plastične obloge ročaja. Pištola je prišla na trg leta 1967, v bistvu pa je predstavljala izboljšano različico pištole Mauser HSc, izdelovali pa so jo med leti 1968 in 1984. Posebno priljubljenost je dobila zaradi dejstva, da je uporabnik dobil orožje v štirih kalibrih, saj so bile v kompletu štiri menjalne cevi in pripadajoče vzmeti ter enoredne nabojnike, da je lahko zamenjal kaliber po lastni želji.
Pištola deluje v dvojnem delovanju sprožilca, na njej pa so nameščeni klasični odprti nenastavljivi tritočkovni merki. Varovalka je nameščena na levi strani zaklepišča, na njej pa ni vzvoda za zadrževanje zaklepišča v zadnjem položaju. Gumb utrjevala nabojnika je nameščen na dnu ročaja, kar je za službeno pištolo dokaj nepraktična in zastarela rešitev.
12.000 primerkov v kalibru .32 ACP je prišlo v uporabo v nemško policijo in varnostne službe pod oznako Heckler & Koch HK4 P11.